# Nota ruimtelijke ordening
Een Nota Ruimtelijke Ordening was een beleidsvoornemen van een minister van Ruimtelijke Ordening waaruit op grond van de Wet ruimtelijke ordening dwingende planologische kernbeslissingen volgen ten aanzien van de ruimtelijke ordening van Nederland. Lagere overheden als provincies en gemeenten zijn verplicht hun streekplannen en bestemmingsplannen in overeenstemming te brengen met deze kernbeslissingen.
Tot nu toe zijn er acht van dergelijke nota's verschenen:
- 1958 - Nota Westen des Lands
- 1960 - Eerste nota ruimtelijke ordening
- 1966 - Tweede nota ruimtelijke ordening
- 1974 - Derde nota ruimtelijke ordening
- 1976 - Verstedelijkingsnota
- 1988 - Vierde nota ruimtelijke ordening
- 1991 - Vierde nota ruimtelijke ordening Extra (Vinex)
- 2001 - Vijfde nota ruimtelijke ordening

Het kabinet-Balkenende II heeft gebroken met de centraal geregelde ruimtelijke ordeningspolitiek en heeft in de Nota Ruimte het beleid vergaand gedecentraliseerd.